# Lepidochrysops patricia
Lepidochrysops patricia är en fjärilsart som beskrevs av Henry Trimen 1887. Lepidochrysops patricia ingår i släktet Lepidochrysops och familjen juvelvingar. Inga underarter finns listade i Catalogue of Life.